# Печище (Минская область)
Пе́чище (бел. Пе́чышча, Piečyšča) — деревня в Ляденском сельсовете Червенского района Минской области.

## География
Располагается в 18 км к юго-востоку от райцентра, в 9 км северо-западнее ж/д станции Гродзянка на реке Узничи.

## Этимология
Топоним «Печище» ранее обозначал то же, что и дворище — семейную общину. При этом Белоруссия находилась на южном пределе использования слова в этом значении. Однако белорусский топонимист В. А. Жучкевич не исключает версию происхождения некоторых подобных топонимов непосредственно от слова «печь».

## История
Населённый пункт впервые упоминается в XIX веке. По данным Переписи населения Российской империи 1897 года застенок в составе Якшицкой волости Игуменского уезда Минской губернии, где насчитывалось 10 дворов, проживали 58 человек. На начало XX века урочище, население осталось прежним. На 1917 год деревня, насчитывавшая 11 дворов и 70 жителей. С февраля по декабрь 1918 года деревня была оккупирована немецкими войсками, с августа 1919 по июль 1920 — польскими. 20 августа 1924 года вошла в состав вновь образованного Горковского сельсовета Червенского района Минского округа (с 20 февраля 1938 — Минской области). Согласно переписи населения СССР 1926 года насчитывалось 13 дворов, где жили 26 человек. В 1930 году в деревне организовали колхоз «Советская Белоруссия», куда к 1932 году вошли 7 крестьянских дворов. Во время Великой Отечественной войны деревня была оккупирована немецко-фашистскими захватчиками в июле 1941 года, 10 её жителей погибли на фронтах. Освобождена в июле 1944 года. 16 июля 1954 года передана в Ляденский сельсовет. На 1960 год здесь жили 67 человек. В 1980-е годы деревня относилась к совхозу «Горки». На 1997 год насчитывалось 14 домов, 22 жителя. На 2024 год 2 постоянных жителя.

## Население
- 1897 — 10 дворов, 58 жителей.
- начало XX века — 10 дворов, 58 жителей.
- 1917 — 11 дворов, 70 жителей.
- 1926 — 13 дворов, 26 жителей.
- 1960 — 67 жителей.
- 1997 — 14 дворов, 22 жителя.
- 2013 — 7 дворов, 7 жителей.
- 2024 – 2 жителя.